# Зумсойское сельское поселение
Зумсойское се́льское поселе́ние — муниципальное образование в Итум-Калинском районе Чечни Российской Федерации.
Административный центр — село Зумсой.

## История
Статус и границы сельского поселения установлены Законом Чеченской Республики от 14 июля 2008 года № 46-РЗ «Об образовании муниципального образования Итум-Калинский район и муниципальных образований, входящих в его состав, установлении их границ и наделении их соответствующим статусом муниципального района, городского и сельского поселения».

## Население
| 2010 | 2012 | 2013 | 2014 | 2015 | 2016 | 2017 |
| ---- | ---- | ---- | ---- | ---- | ---- | ---- |
| 222  | ↘220 | ↘217 | ↗219 | ↗221 | ↗224 | ↗241 |
| 2018 | 2019 | 2020 | 2021 | 2023 | 2024 |      |
| →241 | ↘240 | →240 | ↘228 | ↘226 | ↗230 |      |

## Состав сельского поселения
| № | Населённый пункт | Тип населённого пункта | Население |
| - | ---------------- | ---------------------- | --------- |
| 1 | Зумсой           | село                   | ↗230      |